# Ivo Frank
Ivo Frank (Zagreb, 17. prosinca 1877. – Budimpešta, 19. prosinca 1939.), hrvatski pravnik, političar, jedan od vođa Hrvatske stranke prava i borac protiv mađarske i velikosrpske hegemonije.

## Podrijetlo i školovanje
Dr. Ivo Frank je rođen u Zagrebu 17. prosinca 1877. Odrastao je s petero braće u uglednoj hrvatsko-židovskoj obitelji Josipa Franka i Olge Rojčević-Frank. Frank je 1895. završio Klasičnu gimnaziju u Zagrebu,  a 1905. doktorirao je pravo na Pravnom fakultetu u Zagrebu. Brat Vladimira Franka.

## Karijera i politika

### U Austro-Ugarskoj monarhiji
Pravo vođenja odvjetničkog ureda stekao je 1908. godine. Govorio je odlično njemački, engleski, francuski i talijanski jezik, dok mađarski nikada nije u potpunosti savladao unatoč višegodišnjem životu u Budimpešti.
Političku inicijaciju imao je u listopadu 1895. godine tijekom dolaska kralja Franje Josipa I. u Zagreb, kada je sa skupinom srednjoškolaca i studenata Sveučilišta u Zagrebu sudjelovao u skidanju mađarskog stijega s prigodnog slavoluka na Glavnom kolodvoru. Uslijedila je rasprava na Kraljevskom sudbenom stolu protiv svih sudionika prosvjeda. Zajedno s bratom Vladimirom bio je osuđen na četiri mjeseca zatvora. Za vrijeme boravka kralja Franje Josipa I. u Zagrebu, Frank je također prosvjedovao ispred Srpske crkvene općine i pravoslavne crkve. Povod za prosvjede bilo je vješanje srpskog barjaka na zgradi Pravoslavne crkve, što je u dijelu pravaške mladeži shvaćeno kao otvorena provokacija koja je potvrđivala čvrstu vezu između režima bana Khuen-Hédervárya i srpske politike u banskoj Hrvatskoj. Sljedeću javnu akciju izveo je dvije godine kasnije, 1897. Povod je bila javna kleveta Vjekoslava Fleišera, urednika suparničkog dnevnika Hrvatska domovina, koji je nazvao Franka “rogonjom”. Na to je Frank, tada student prava, na ulici pljusnuo Fleišera. U protusrpskim prosvjedima puno širih razmjera sudjelovao je i u rujnu 1902. godine. Tada je Stjepan Radić prozvao Franka da je “skupljao čete rulje, postavljao im predvodnike, davao naloge i primao izvješća o razbijanju i pljački srpskih dućana i stanova”. Frank je bio oslobođen krivnje, za razliku od 72 drugih osoba, uključujući Radića, koje su bile osuđene tijekom rujanskih događaja.
Frank je bio prozvan zbog sudjelovanja u još jednim protusrpskim ispadima. Riječ je o događajima koji su bili posljedica sarajevskog atentata, kad je ubojstvo prijestolonasljednika-nadvojvode Franje Ferdinanda i njegove supruge Sofije izazvalo nemire usmjerene protiv Srba u raznim mjestima banske Hrvatske te Bosne i Hercegovine. Frank je apostrofiran kao glavni začetnik zagrebačkih prosvjeda. Tu je ocjenu prihvatio, tumačeći da je to bila “patriotska dužnost”, ali nije prihvatio ocjenu da je bio intelektualni začetnik srpanjskih izgreda. Ogradio se od paljenja i pljačkanja trgovina u vlasništvu Srba uz obrazloženje da su događaji bili pod nadzorom dok ih je vodila Stranka prava, a kad se uključila policija onda je do izražaja došla “bijesna svjetina”, što je bio povod za uvođenje prijekog suda u Zagrebu.
Osim sudjelovanja u prosvjedima, Frank se počeo baviti i drugim uobičajnim oblicima političkih djelatnosti. Sve se redovitije nalazio uz oca koji je vrlo često održavao javne skupove radi promicanja stranačkih interesa. Tako je Frank zajedno s ocem nastupao na pučkim skupštinama tijekom nemira iz 1903. godine, kojima je uskoro zaključeno razdoblje krute Khuen-Héderváryjeve vladavine u banskoj Hrvatskoj.
Frank je dva puta uzastopce biran za saborskog zastupnika. Prvi put se neuspješno kandidirao 1906. u sisačkom kotaru. U Hrvatski sabor je ušao prvi put 1911. godine i to izborom u kotaru Vojni Križ. Izbor je potvrdio i na sljedećim izborima dvije godine kasnije. Prije njega je u tom kotaru od 1887. do smrti bio uzastopce biran njegov otac. Tijekom saborskog razdoblja 1913. – 1918. bio je vrlo aktivan zastupnik. Uz to je bio jedan od vodećih ljudi pravaške stranke koja se nakratko ujedinila 1911., da bi dvije godine kasnije ponovno došlo do podjele na “frankovce” i “milinovce”. Prevladavalo je mišljenje da je u tom razdoblju Frank zajedno s Aleksanderom Horvatom bio čelna osoba Hrvatske stranke prava, kako se u tom razdoblju službeno nazivala “frankovačka” skupina.
Neposredno nakon početka Prvoga svjetskog rata Frank je u kolovozu 1914. unovačen. Služio je vojsku u činu poručnika topništva, a sudjelovao je i u borbama na galicijskom bojištu protiv ruske vojske u sastavu druge bitnice "6. poljsko-topničke pukovnije". Nakon obnove parlamentarnog života u Austro-Ugarskoj Monarhiji ponovno se vratio u saborske klupe, gdje je ustrajno branio načela HSP-a prigodom rasprava o hrvatsko-ugarskoj nagodbi, tumačenja hrvatskih interesa u Monarhiji i komunalnim problemima njegova izbornog kotara. Ipak, u središtu njegovih saborskih istupa bilo je suzbijanje bilo kakvog vezivanja hrvatske sa srbijanskom politikom, a osobito je pobijao ideju rušenja Habsburške Monarhije, prema njemu jedinog jamstva da Hrvati “ne postanu žrtvom nezasitnih talijanskih aspiracija, te da se hrvatski narod ne bi utopio u moru velikog srpstva, koje je jednako jugoslavenstvu”. Ivo Frank je držao da srpski političari iz redova Srpske samostalne stranke i članice Hrvatskosrpske koalicije, koja je imala saborsku većinu, bez ograda prate zov Beograda. Prema Franku srbijanska politika je “uzela cilj da anektira hrvatske zemlje” tako da za “hrvatski narod ne može ništa dobra izaći iz suradnje s takvim saveznikom". Još za vrijeme rata polovicom 1918. godine, zbog veza frankovačkih prvaka s visokim krugovima izvan banske Hrvatske, došlo je do optužbi iz redova Hrvatsko-srpske koalicije da se Frank zajedno s Aleksandrom Horvatom zalagao za ukidanje ustavnog stanja i uvođenje vojnog komesarijata.
Frank je bio dijelom Belvedere kruga. Riječ je o skupini političara raznih nacionalnih pripadnosti koja se okupljala oko prestolonasljednika Franje Ferdinanda radi izrade planova vezanih uz njegovo preuzimanja trona. Frank je nakon ubojstva Franje Ferdinanda nastavio tražiti rješenja hrvatskog pitanja pod habsburškom dinastijom. Tijekom rata često je putovao u Budimpeštu i Beč, pokušavajući u pregovorima s mađarskim i austrijskim političarima postići povoljniji položaj za Hrvate u sklopu Monarhije. Zajedno sa stranačkim predsjednikom dr. Aleksandrom Horvatom bio je na proljeće 1918. godine u audijenciji kod kralja Karla I. Austrijskog. Usporedno s neuspješnim pokušajima pronalaska povoljnijih rješenja za hrvatski položaj uz pristanak dvora i austrijskih državnika, Frank je nastojao držati otvorenim vrata i za dogovore s ugarskim državnicima.

### U Kraljevini SHS i izgnanstvu
U Kraljevina SHS Frank je bio proganjan zbog svojih političkih svjetonazora. 1918. godine Frank je bio uhićen i to unatoč tome što je bio saborski zastupnik. Vlasti Kraljevine SHS nisu se prigodom progona protivnika osvrtale na zastupnički imunitet. Prema izvješćima Narodnog vijeća SHS, bio je optužen da je "predvodio pijane vojnike zajedno sa Zvonimirom Vukelićem. U zatvoru je Franka posjetio katolički prezbiter Juraj Tomac. Istraga međutim nije potvrdila tu optužbu tako da je Frank za Božić 1918. pušten na slobodu. Krajem siječnja 1919. u Beču je iznijeta ideja o stvaranju jedne skupine koja bi se zalagala za obnovu Habsburške Monarhije, te da bi hrvatsku stranu predvodio Frank, što je ujedno značilo i njegov odlazak iz Hrvatske u inozemstvo. U svibnju iste godine Frank je prešao granicu neznajući da se više nikada neće vratiti u domovinu. Frank je došao u Graz, prešavši granicu pješice kod Spielfielda u austrijskoj saveznoj pokrajini Štajerskoj, na poziv već ustrojenoga "Hrvatskog komiteta" u Austriji. Prema zapisima Frankove supruge Aglaje konačni cilj komiteta je bio stvaranje samostalne Hrvatske, samostalne Crne Gore i priključenje Vojvodine Mađarskoj. Frank je sa suradnicima, uz suglasnost Generalnog konzulata Crne Gore u Rimu, sudjelovao u organizaciji crnogorskoga emigrantskog tiska u Italiji kao što su bile novine "L’Eco del Montenegro" i "Il Montenegro". U međuvremenu su se vlasti u Kraljevini SHS pobrinule da, prema spisu Kraljevinskog stola sedmorice od 21. svibnja 1920. godine, se Franku “utrne pravo odvjetovanja”. Prije toga mu je akademski Senat u srpnju 1920. godine oduzeo doktorat prava. U Austriji, Frank je otpočetka je sudjelovao u radu "Hrvatskog komiteta" kao njegov predsjednik. Frank je u početku računao na talijansku potporu u borbi - otporu protiv Srba. Italija je otvoreno nastupila prema "Hrvatskom komitetu", ali se nije upuštala u davanje veće pomoći. Nakon propasti dogovora s Talijanima, Frank se trajno vratio u Budimpeštu. Neuspjesi su izazvali sukobe u "Hrvatskom komitetu", koji su završili i njegovim slomom. Razmjena kritika o načinu vođenja taktike potpuno je posvađala vodeće osobe. Frank je ušao u spor sa Stjepanom Duićem koji je završio i oružanim sukobom. Tom je prilikom Frank bio lakše ranjen u ruku. Tijekom Seljačke bune u moslavačkom selu Ludini pronađen je trobojni letak s napisom “Živio Dr. Ivo Franck” koji je uznemirio žandarmeriju. Ludina je bila dio bivšega izbornog kotara (za Austro-Ugarske križkog, a za Kraljevine SHS čazmanskog kotara) u kojemu je Frank pobijedio na posljednjim izborima za Sabor. Sada je taj kotar postao jedno od središta seljačke bune. Tijekom seljačke bune u Velikom Grđevcu 1920. godine, općinske vlasti u Križu objavile su proglas u kojemu su iznijele da:
1.) Dr. Ivica Frank stoji u svezi s neprijateljima našim: Crnogorskim raskraljem Nikolom, Talijanima, Madžarima i Nijemcima
2.) Dr. Ivica Frank od tih naših neprijatelja dobiva silne svote novaca
3.) tim novcem Dr. Ivica Frank sjajno živi u inozemstvu
4.) tim novcem Dr Ivica Frank plaća i k nama šalje razne agente sa svrhom da medju nama razpire nezadovoljstvo i plemenske mržnje, što bi išlo u prilog našime neprijateljima
Već sljedeće godine pokrenut je u Zagrebu proces protiv Milana Šufllaya i Ive Pilara radi veleizdaje. Optužnica ih je teretila za veze s hrvatskim emigrantskim pokretom na čelu s Frankom za kojeg je režim istaknuo da se “predstavljao u inozemstvu pred inostranim vlastima kao zastupnik hrvatskog naroda, a naročito kao punomoćenik Stjepana Radića”.
Frank se povukao iz aktivnoga političkog života nakon Rapallskog ugovora kada je raspustio "Hrvatski komitet", te se stalno nastanio u Budimpešti, gdje je do kraja života zarađivao kao vrtlar blizu gradskog groblja. Ipak, tijekom lipnja 1927. godine Frank je uputio povjerljivo pismo talijanskom poslaniku u Budimpešti Ercoleu Duriniju. Tim pismom je Frank pokušao ponovno privući pozornost prema hrvatskom pitanju, ističući da je u zadanim okolnostima “Italija jedini spas Hrvata” (Che l’Italia sia la sola salvezza dei Croati). U ideološkom i geopolitičkom smislu Frank je kasnije promišljao okupljanje podunavskih zemalja oko krune sv. Stjepana, ne izbjegavajući zaključiti da je konačni cilj hrvatskog pitanja ujedinjenje Dalmacije, Bosne i Hrvatske-Slavonije u jednu nezavisnu i slobodnu Hrvatsku. Frank je vjerovao u reviziju europskog poretka i slom Kraljevine Jugoslavije, upućivao je hrvatsku politiku na uske veze s Mađarskom, pri tome ističući hrvatsko pravo na državno samoodređenje.
Frank je bio ujak Eugena Dide Kvaternika. Frank se rano udaljio od Ante Pavelića i njegove fašitičke politike. Paveliću je jako zamjerio što je uvukao Kvaternika u organizaciju marseillskog atentata na kralja Aleksandar I. Karađorđevića. Prilikom Kvaternikovog boravka u Italiji, Frank ga je pismom pozvao k sebi u Mađarsku poručivši mu da "fašizam nije za Hrvate!".

## Smrt i pokop u Hrvatskoj 2007. godine
Dr. Ivo Frank umro je 19. prosinca 1939. u Budimpešti. Frankovu smrt u Hrvatskoj je zabilježio poznati pravaš Stipe Vučetić. Vučetić je opisao Franka kao “pravog barjaktara prave hrvatske misli”.
Tek po uspostavi Hrvatske neovisnosti ispunjena je želja dr. Ive Franka da mu posmrtni ostatci budu položeni u rodnome gradu. Zbog političkih okolnosti moralo je proći skoro sedamdeset godina da dr. Ivo Frank, zajedno sa svojom suprugom Aglajom, bude 2. lipnja 2007. godine dostojno pokopan u obiteljsku grobnicu na Mirogoju.